# René Granier de Lilliac
René Granier de Lilliac, né le 27 octobre 1919 à Nantes en  Loire-Inférieure, mort le 21 octobre 2009 à Neuilly-sur-Seine, est un polytechnicien français, président de Total - Compagnie Française des Pétroles de 1971 à 1984.

## Biographie

### Formation
Il fait des études à l’École polytechnique (X42 Sp), à l’École des mines de Paris et à l’École nationale supérieure du pétrole et des moteurs (il fait les deux écoles en même temps et obtient les 2 diplômes en 1948).

### Carrière
Il est affecté en 1948 à la Direction des Carburants (DICA), alors dirigée par Pierre Guillaumat. C’est en 1954 qu’il est mis en disponibilité à la Compagnie française des pétroles (CFP). Tout d’abord chargé des participations de la Compagnie au Moyen-Orient, il en deviendra le directeur en 1963. 
En 1966, il passe à la Compagnie française de raffinage (CFR) dont il est administrateur puis président. Deux ans plus tard, il est nommé administrateur de la CFP, administrateur puis président de Total Chimie – créé la même année – et administrateur de Total Compagnie française de navigation (TCFN). Enfin, nommé vice-président de la CFP en 1970, il en devient le directeur général adjoint, puis le président-directeur général de 1971 à 1984.
En 1971 il rédige la préface de "Total information" sur l'environnement, document destiné aux cadres dirigeants, où sont mentionnés les dangers du réchauffement climatique liés à l'utilisation des combustibles fossiles [réf. nécessaire].

### Retraite
Il passe une grande partie de sa retraite à Carantec dans le Finistère, ville pour laquelle il nourrit un attachement certain, de par sa passion de la pêche et de la navigation et aussi par des liens familiaux du côté de son épouse.

## Récompenses nationales et internationales
- Officier de la Légion d'honneur
- Commandeur de l'Ordre national du Mérite

## Liens
- Notice dans un dictionnaire ou une encyclopédie généraliste :   - Who's Who in France